# Presnja
Presnja, Пресня, er et distrikt i det centrale Moskva. Distriktet huser berømte steder som Moskva Zoo, Det Hvide Hus, De Syv Søstre-lejlighedsbygningen og Patriarsjie-dammene.